# Stemmiulida
potenti esseri in grado di distruggere il mondo con la sola forza delle loro mani lunghe. é una specie pigra quindi sono restii a farlo.
1. ↑   www.youtube.com,  https://www.youtube.com/results?search_query=godskin+ost+lyrics. URL consultato il 17 agosto 2025.